# Elektra (2005)
Elektra (bra/prt: Elektra) é um filme norte-americano de 2005, dos gêneros aventura, ação, fantasia e drama, dirigido por Rob Bowman, com o roteiro de Raven Metzner, Zak Penn e Stu Zicherman baseado na história de Zak Penn e na personagem homônima da Marvel Comics criada por Frank Miller.

## Sinopse
Torturada pelo passado, Elektra Natchios é obcecada por sua morte e seu misterioso renascimento. Apesar de ter sido treinada na rígida disciplina do ninjutsu, ela não consegue controlar a fúria que sente pela morte dos pais. Sua ânsia por vingança faz com que parta para o exílio e se torne uma perigosa assassina profissional. Seu novo alvo é Abby Miller, uma garota de apenas 13 anos, e seu pai, Mark Miller, os quais precisam salvar de um perigoso inimigo, que possui poderes sobrenaturais.

## Elenco Principal
- Jennifer Garner — Elektra Natchios
- Terence Stamp — Stick
- Will Yun Lee — Kirigi
- Goran Visnjic — Mark Miller
- Kurt Max Runte — Nikolas Natchios
- Cary-Hiroyuki Tagawa —  Roshi
- Colin Cunningham — McCabe
- Jason Isaacs — DeMarco (não-creditado)
- Hiro Kanagawa — Meizumi
- Natassia Malthe — Typhoid
- Jana Mitsoula — mãe de Elektra
- Kirsten Prout — Abby Miller
- Bob Sapp — Stone
- Chris Ackerman — Tattoo
- Edison T. Ribeiro — Kinkou
- Ben Affleck — Matt Murdock / Demolidor (cena deletada)

## Recepção

### Bilheteria
Elektra estreou em 14 de janeiro de 2005 nos Estados Unidos em 3.204 cinemas. Em seu fim de semana de estreia, ficou em quinto lugar, arrecadando US$ 12.804.793. Em seu segundo fim de semana, arrecadou US$ 3.964.598, uma queda de 69%. No mercado interno, o total bruto foi de US$ 24.409.722, na época o menor para um filme com um personagem da Marvel Comics desde Howard the Duck. O filme teve um total mundial de US$ 56.681.566.

### Resposta crítica
O filme recebeu críticas amplamente negativas dos críticos de cinema. No Rotten Tomatoes, o filme tem uma taxa de aprovação de 11%, com base em 163 avaliações com uma classificação média de 3,8/10. O consenso crítico do site diz: "Jennifer Garner habita seu papel com entusiasmo sincero, mas o roteiro surdo de Elektra é muito sério e desprovido de diálogos inteligentes para fornecer emoções envolventes." No Metacritic, o filme tem uma pontuação de 34 em 100 com base em 35 críticos, indicando avaliações "geralmente desfavoráveis". O público pesquisado pelo CinemaScore deu ao filme uma nota "B" em uma escala de A a F.

## Legado
O crítico de cinema Scott Mendelson culpou o filme por arruinar a carreira de Jennifer Garner e disse que ele matou a noção de um filme de super-herói com protagonista feminina por uma década. Em março de 2005, o produtor Avi Arad disse aos investidores que a Marvel havia cometido um erro ao apressar o lançamento de Elektra. "Nunca mais faremos isso", disse ele. Em um e-mail divulgado por causa do hack da Sony Pictures, o CEO da Marvel Entertainment, Ike Perlmutter, citou Elektra como um exemplo de um filme de super-herói com protagonista feminina não lucrativo. Ele escreveu: "Uma ideia muito ruim e o resultado final foi muito, muito ruim."
Em 2016, Katharine Trendacosta do io9 analisou o filme e o chamou de "de alguma forma muito pior do que você se lembra" e disse que a versão de Elektra da série de televisão Daredevil (2015) só poderia ser uma melhoria. Elektra aparece na série de televisão da Marvel na Netflix, Daredevil e The Defenders, interpretada por Élodie Yung.
Elektra de Jennifer Garner faz uma participação especial no filme Deadpool & Wolverine (2024) do Universo Cinematográfico Marvel, junto com outros atores como Wesley Snipes de Blade, Dafne Keen de X-23 e Channing Tatum de Gambit.